# شعب رابا نوي
يمثل شعب رابا نوي السكان البولينيزيين الأصليين لجزيرة الفصح. تشكل الحضارة البولينيزية في أقصى الشرق، التي تضم المتحدرين من السكان الأصليين لجزيرة الفصح، نحو 60% من سكان جزيرة الفصح الحالية، ويقيم جزء كبير من سكانها في البر الرئيسي لتشيلي. يتحدثون لغة رابا نوي التقليدية واللغة الإسبانية الأساسية في تشيلي. في إحصاء سنة 2017، كان هناك 7750 من سكان الجزيرة يعيشون جميعهم تقريبًا في قرية هانغا روا على الساحل الغربي المحمي.
منذ عام 2011، أصبح الدخل الرئيسي لشعب رابا نوي مستمدًا من السياحة، التي تستند على التماثيل الضخمة المسماة «مواي».
يناضل الناشطون من شعب رابا نوي من أجل حقهم في تقرير المصير وحيازة الجزيرة. أدت الاحتجاجات التي نظمها السكان الأصليون من شعب رابا نوي في عامي 2010 و 2011 في جزيرة الفصح، والتي اعترضت على إنشاء متنزه ومحمية بحرية، إلى وقوع اشتباكات مع الشرطة التشيلية.

## تاريخ

### قبل الاحتكاك الأوروبي (بين عامي 300 و 1722م)
يسود الاعتقاد أن شعب رابا نوي استقر في جزيرة الفصح بين عامي 300 و 1200 ميلادية. سابقًا، قُدّر تاريخ وصولهم للجزيرة إلى نحو ما بين عامي 700 و 800 ميلادية، ولكن أدلة كشفها مؤخرًا التأريخ باستخدام الكربون المشع تعزز فكرة وصولهم في وقت متأخر يصل لعام 1200 ميلادية. تبين أن شعب رابا نوي من أصل بولينيزي من خلال التحليل الجيني للحمض النووي الميتوكوندري للهياكل العظمية التي تعود إلى ما قبل التاريخ. كشف التحليل الجيني الذي أجراه إيريك ثورسبي وغيره من علماء الوراثة في عام 2007 عن وجود علامات جينية من أصل أوروبي وأمريكي هندي تشير إلى أن أفراد شعب رابا نوي لديهم جينات أوروبية وأمريكية هندية في حمضهم النووي جاءت خلال أو قبل أوائل القرن التاسع عشر.

### بداية الاتصال الأوروبي
كان جاكوب روجفين أول أوروبي يسجل احتكاكه مع رابا نوي. يقال إن روجفين أبحر إما بحثًا عن جزر خوان فرنانديز أو جزيرة ديفيد، ولكنه وصل بدلًا من ذلك إلى جزيرة الفصح في الخامس من أبريل عام 1722 (يوم الأحد بعيد الفصح). بقي في الجزيرة مدة أسبوع تقريبًا. زار فيليب غونزاليز دي أهيدو رابا نوي في العام 1770 وأعلن استيلاءه على الجزيرة في وثيقة كتبها سكان الجزيرة بأبجدية رونغورونغو، وهي كتابة شعب رابا نوي غير المفهومة اليوم. زار كل من جيمس كوك وجان فرانسوا دي جالو، كونت لابيروز، الجزيرة لبضعة أيام في عامي 1774 و 1786 على التوالي.

## الثقافة

### اللغة
يتحدث شعب رابا نوي حاليًا الإسبانية ولغة رابا نوي التقليدية. تصنف لغة رابا نوي، المعروفة أيضًا باسم باسكوان، ضمن عائلة اللغات البولينيزية الشرقية، وتكتب حاليًا بأبجدية لاتينية. تعد رابا نوي لغة أقلية، إذ يتحدث معظم أفراد شعب رابا نوي الإسبانية كلغة أولى لهم. الإسبانية هي أكثر اللغات انتشارا في جزيرة الفصح، وهي لغة الأساسية في الإدارة والتعليم. يعتقد أن لغة رابا نوي تتحول اليوم تجاه شكل لغوي أقرب للإسبانية من ناحية تركيب الجُمل. يمثل نظام رونغورونغو للأحرف الرسومية الذي اكتشف في عام 1800 نسخة قديمة من لغة رابا نوي. إلا أن فك شيفرة رونغورونغو لا تزال عملية قائمة حتى اليوم ولم يتضح بعد ما إذا كانت رونغورونغو هي شكل من أشكال الكتابة أو شكلًا آخر من أشكال التعبير الثقافي.

### الميثولوجيا
تتمحور القصص الميثولوجية لشعب رابا نوي حول هوتو ماتوا، الذي يعتقد أنه أول مستوطن لجزيرة الفصح، وأيضًا تانغاتا مانو. تانغاتا مانو هي ميثولوجيا ديانة وطائفة الرجل الطائر التي تروي وجود الخالق ماكيماكي ومنافسة البيض لاختيار الطائر الذي سيحظى بالقداسة لخمسة أشهر. تشتمل الأساطير الأحدث لشعب رابا نوي على قصة المعركة الملحمية بين هاناو إب وهانو موموكو. سمي الجرم الوراء نبتوني الكوكب القزم ماكيماكي باسم هذا الإله المؤسس.

### مواي
تعد المواي الجانب الأكثر شهرة من حضارة رابا نوي، وتمثل 887 شخصية بشرية منحوتة من الصخر بين سنتي 1250 و 1500 ميلادية وتم نقلها في أنحاء جزيرة الفصح. يعتقد أن المواي هي الوجوه الحية للأسلاف الذين تمت الإطاحة بهم جميعًا بحلول عام 1868. تستند تماثيل المواري على منصات حجرية كبيرة تدعى آهو، أشهرها آهو تونڠاريكي، وآهو الأكبر، وآهو فينابو. تغطي رؤوس بعض المواي أشكال من الحجر البركاني الأحمر المعروف باسم بوكاو. حاليًا، يركز شعب رابا نوي والحكومة التشيلية على الحفاظ على التماثيل وترميمها، بما في ذلك تحديد منطقة تضم العديد من التماثيل، مثل حديقة رابا نوي الوطنية كموقع للتراث العالمي.

### الفن
صنع الرابا نوي تاريخيًا أغطية للرأس من الريش، وأنسجة من لحاء الشجر، ونقوشًا خشبية، ونقوشًا حجرية. استخدمت «الأدزس»، وهي حجارة حادة مستديرة، لإنتاج الرسوم الحجرية والنقوش الخشبية. من السمات المميزة لتماثيل رابا نوي هو استخدامهم الأصداف والمرجان المرصع والسبج لتمثيل العينين.

### الموسيقى
وتتكون موسيقى رابا نوي التقليدية من غناء وهتاف جماعي مصحوب بأدوات منها أبواق مصنوعة من قواقع المحار، وراقصين، وأكورديون، واكاواها، وهل آلة نقر موسيقية مصنوعة من عظام فك الحصان. تأثرت موسيقى رابا نوي الحديثة بأمريكا اللاتينية مما خلق شكلًا جديدًا من التانغو خاص برابا نوي. تروج ماتاتا، وهي واحدة من أشهر الفرق الموسيقية في الجزيرة، لأساليب الرقص والموسيقى التقليدية.

### الوشوم
كما هو الحال في الجزر البولينيزية الأخرى، كان للوشم والرسم على الأجساد دلالة روحية في جوهرها. في بعض الحالات اعتبر الوشم نقطة استقبال للقوة الإلهية أو المانا (الطاقة الروحانية في الحياة). كانت الوشوم تجليات لثقافة رابا نوي. كان لدى الكهنة والمحاربين والقادة وشوم أكثر من بقية الأفراد، كرمز لتصنيفهم الهرمي. تم وشم كل من الرجال والنساء لتمثيل طبقتهم الاجتماعية. يمزج الوشم، إلى جانب أشكال أخرى من الفن لدى رابا نوي، بين الصور التجسيمية والتصوير الحيواني. اليوم، يعيد الشباب وشوم رابا نوي إلى الحياة كجزء مهم من ثقافتهم وتتمحور أشكال الوشوم حول العناصر الموضوعية التقليدية.

## التفاعل مع البيئة
هناك فرضية شائعة مفادها أن الانحدار الواضح لثقافة ومجتمع رابا نوي قبل وصول أوروبا في عام 1722 يعود إلى الإفراط في استغلال بيئة الجزيرة، وأبرزها التحطيب الذي طال جميع أشجار الجزيرة تقريبًا. أبرز مؤيد لهذا التفسير هو جاريد دايموند الذي اقترح سيناريو «الإبادة البيئية» في جزيرة الفصح في كتابه الصادر عام 2005 بعنوان «الانهيار».
انبثقت فكرة انهيار مجتمع رابا نوي عن اختلال التوازن بين الموارد العامة الموجودة في الجزيرة، والمتمثلة في السكان، والحطب، وموارد الغذاء، والطاقة، والمواد التي استدعت نقل ورفع تماثيل المواي. قد تكون الموارد الغذائية أكثر ندرة مما هي عليه في مناطق أخرى من بولينيزيا بسبب عوامل مثل المناخ الأكثر برودة، وشح الأمطار مقارنة بالجزر الأخرى في المنطقة، والرياح العاتية، والافتقار إلى التنوع البيولوجي، ما أدى إلى عدم نجاح المحاصيل في بولينيزيا كما نظيرتها في مناطق أخرى من المحيط الهادئ. يلاحظ أيضًا غياب وجود مصدر للحطب الجيد، إذ يصل متوسط طول أكبر الأشجار إلى نحو 7 أقدام.